# بيل ماكبرايد
بيل ماكبرايد (بالإنجليزية: Bill McBride)‏ هو محامي أمريكي، ولد في 10 مايو 1945 في بلفيل في الولايات المتحدة، وتوفي في 22 ديسمبر 2012 في ماونت إيري في الولايات المتحدة بسبب نوبة قلبية.